# دیوید بوتائو
دیوید بوتائو (انگلیسی: David Butau؛ زادهٔ ۱۲ ژانویهٔ ۱۹۵۷) سیاست‌مدار اهل زیمبابوه است.